# Краткий философский словарь
Краткий философский словарь — однотомное справочное издание по вопросам философии. Словарь выпускался под редакцией М. М. Розенталя и П. Ф. Юдина. Тираж 4-го издания составил 1 500 000 экземпляров. В словаре «кибернетика» была определена как «реакционная лженаука», заклеймён «вейсманизм-морганизм» как реакционное антидарвинское направление в биологии, мичуринская биология охарактеризована как «новый, высший этап в развитии материалистической дарвинистской науки о живой природе», «империализм» назван эпохой загнивания и умирания капитализма. Книга переведена на несколько иностранных языков, в т.ч. английский.

## Издания
- Краткий философский словарь / Под редакцией М. М. Розенталя и П. Ф. Юдина. — Издание четвёртое, дополненное и исправленное. — М. : Политиздат, 1954. — 704 с. — 1 500 тыс. экз.